# The Beatles Anthology

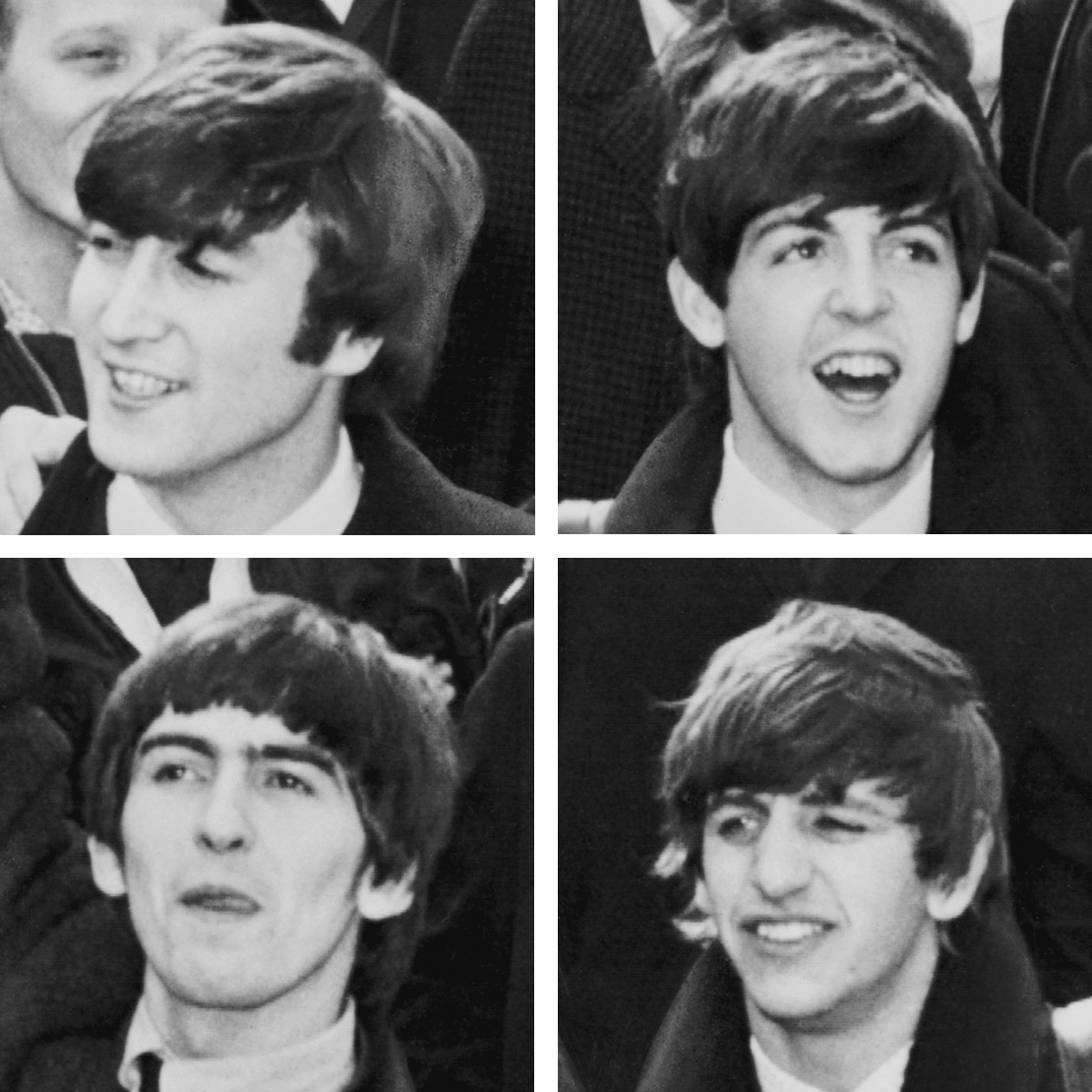
The Beatles en 1964
Arriba: John Lennon, Paul McCartney
Abajo: George Harrison, Ringo Starr

The Beatles Anthology fue un proyecto que centrada en la historia y la recuperación de grabaciones musicales de la banda de rock The Beatles, lanzado en 1995. Se consta de un documental de ocho episodios, tres álbumes y un libro monográfico, que contiene material inédito de fotos, tomas descartadas y versiones alternativas de canciones conocidas de la banda.
El proyecto contaba en la recuperación de las 3 grabaciones demo del cantante John Lennon tras de su asesinato en 1980 por Mark David Chapman, las cuáles fueron, Free as a Bird (Anthology 1) y Real Love (Anthology 2), sin embargo la canción Now And Then tuvo mas dificultades técnicas provocadas por la baja calidad del audio de la demo hizo que, finalmente, Paul McCartney, George Harrison y Ringo Starr renunciaran a incluir esta canción en el Anthology 3. Posteriormente la demo permaneció archivada por casi tres décadas hasta que en 2023 McCartney decide reanudar la restauración del demo con ayuda de la inteligencia artificial y se publicó el 2 de noviembre de 2023 cómo sencillo.

## Documental
Coincidiendo con la publicación del sencillo "Free as a Bird" y el álbum Anthology 1, primero de una trilogía de discos concebidos para publicar rarezas y material inédito del grupo, la serie The Beatles Anthology fue emitida en ITV para el público británico y en ABC para el público estadounidense en 1995. En el caso de la cadena de televisión americana ABC, los días de emisión fueron el 19, 22 y 23 de noviembre de 1995 a las 21h00.
La serie de episodios que conformaban The Beatles Anthology fue emitida en orden cronológico, partiendo de los primeros años desde la formación del grupo en 1957 hasta su disolución en abril de 1970. La narración de los acontecimientos, a medida que se suceden imágenes de archivo que detallan la historia del grupo, corre a cargo de sus propios componentes, John Lennon, Paul McCartney, George Harrison y Ringo Starr, a través de entrevistas realizadas y conducidas por Jools Holland. Las declaraciones de John Lennon proceden de entrevistas realizadas a lo largo de su vida, especialmente desde 1970 hasta el 8 de diciembre de 1980.
The Beatles Anthology, cuyo contenido tomaría forma a lo largo de cinco años de producción, sería publicado posteriormente en VHS y en DVD el 31 de marzo de 2003 por Apple Records.
El disco ha sido producido por Jeff Lynne.

## Álbumes
Para acompañar al documental The Beatles Anthology, tuvo lugar la publicación de tres volúmenes dobles tanto en formato vinilo como en disco compacto con material nunca antes publicado oficialmente, si bien gran parte de los temas había aparecido previamente en bootlegs.
Dos días después de la primera emisión, vería la luz Anthology 1, el primero de un total de tres volúmenes que recogía la carrera musical del grupo desde 1957 hasta 1964. El doble álbum contiene las primeras grabaciones del grupo realizadas por The Quarrymen, inéditas hasta la fecha, así como la audición realizada el 1 de enero de 1962 por el grupo para el sello discográfico Decca Records. Asimismo, Anthology 1 incluía "Free as a Bird", el primer tema del grupo en veinticuatro años, completado por Paul McCartney, George Harrison y Ringo Starr a partir de una maqueta de John Lennon grabado en 1977. En su primer día, el álbum vendió 450 000 copias, marcando un hito en el mercado musical.
El 18 de marzo de 1996, tendría lugar la publicación de Anthology 2. Como segundo volumen de la colección, el álbum presenta maquetas y tomas alternativas, así como temas en directo, procedentes de las sesiones de grabación de Help!, Rubber Soul, Revolver, Sgt. Pepper's Lonely Hearts Club Band y Magical Mystery Tour. Asimismo, Anthology 2 incluye "Real Love", basado, al igual que "Free as a Bird", en una grabación incompleta de Lennon.
El 28 de octubre de 1996 sería publicado Anthology 3. El tercer volumen de la trilogía incluye canciones descartadas y demos de las sesiones de grabación de The Beatles, Let It Be y Abbey Road.
Asimismo, entre las pistas consideradas para los álbumes, pero rechazadas en última instancia fueron: 'Love Of The Loved' y 'To Know Her Is To Love Her' (audición de Decca 1962)," My Girl Is Red Hot' (en vivo en el Star Club, Hamburgo 1962) "She's a Woman '(en vivo en el Shea Stadium 1965)," Paperback Writer "(EMI versión vocal solamente),' Nowhere Man '(directo en Tokio 1966),' Think For Yourself", "Love You To ',' Revolution ', 'Hey La Le Lu' / 'All Together Now' (todos outtakes en EMI estudios), 'Something' más pieza de piano (Abbey Road Studios 1969) y la versión de 27 minutos de "Helter Skelter".
Mientras tanto, otras dos grabaciones caseras incompletas de John Lennon, "Grow Old With Me" y "Now and Then" fueron finalmente descartadas del proyecto por la baja calidad del audio de las cintas, a pesar de haberse trabajado algo en ellas durante 1995.
La portada de los tres álbumes, situadas de forma correlativa, conforman un largo collage creado a partir de varios pósteres y portadas de álbumes que representan las diferentes etapas de la carrera musical del grupo. El trabajo fue realizado por Klaus Voormann, amigo del grupo desde su estancia en Hamburgo y creador de la portada del álbum Revolver en 1966. En el vídeo musical de "Free as a Bird", el collage aparece como un póster en el escaparate de una tienda mientras la cámara pasa rápido a través de la calle. El diseño sirvió como elemento principal en las publicaciones de The Beatles Anthology en VHS, Laserdisc y DVD.

## Libro
En octubre de 2000, The Beatles Anthology sería publicado como libro, integrado por entrevistas de los cuatro miembros de The Beatles y otros personajes relacionados con la formación, así como material fotográfico inédito. Gran parte de las entrevistas habían sido previamente realizadas para la serie documental. El libro está diseñado en un gran formato con cubierta de cartón y con un diseño imaginativo e ilustrativo de todas las facetas y etapas de la carrera musical del grupo. Tras su publicación, The Beatles Anthology se alzó al primer puesto de los libros más vendidos en la lista elaborada por New York Times.

## "Hiroshima sky is always blue"
Durante la grabación de The Beatles Anthology, Yoko Ono y McCartney grabaron "una pieza de avant-garde llamada Hiroshima sky is always blue que consiste en un interminable acorde en mi menor tocado por Linda McCartney en los teclados, un contrabajo tocado por Paul McCartney y Sean Lennon junto a miembros de la familia McCartney en lo que fuera posible para respaldar a Yoko". La cinta no se publicó de forma oficial, si bien se han editado grabaciones no oficiales que contienen el tema y que circulan por Internet. 
El 1 de septiembre de 2007, un extracto de "Hiroshima Sky" apareció en YouTube.com.